# Jim Leverton
Jim Leverton (* 1946) je britský rockový baskytarista. Svou kariéru zahájil počátkem šedesátých let; působil ve skupinách The Big Beats (1962–1963) a od roku 1964 působil ve skupině The Burnettes, kde hrál na kytaru Noel Redding. Oba společně hráli i ve skupině The Loving Kind (1965–1967). V letech 1968 až 1970 působil s Reddingem ve skupině Fat Mattress a později krátce vystupoval s kapelou Juicy Lucy. V roce 1995 se stal členem skupiny Caravan, se kterou nahrál alba The Battle of Hastings (1995), The Unauthorized Breakfast Item (2003) a Paradise Filter (2013). V letech 1978 až 1991 často spolupracoval se zpěvákem a kytaristou Stevem Marriottem.